# 大雄的宇宙小戰爭 2021
《多啦A夢：大雄之宇宙小戰爭 2021》是於2022年3月4日上映的日本動畫電影，為《哆啦A夢》電影第41作（水田版系列第16作），該片是1985年《大雄的宇宙小戰爭》的重製版。

## 概要
- 本作是小學館創立一百周年作品。
- 本作是繼《大雄的恐龍2006》後相隔十五年再次在片名中加入年份。（《大雄的恐龍2006》在海外發行時除去了年份字眼，有別於本作在日本及海外地區均予以保留。）
- 本作是繼2016年《新·大雄的日本誕生》後相隔五年及進入令和時代後的首部重製版作品。
- 在2021年1月29日日本官方宣布延期上映後，本作成為哆啦A梦电影作品系列中第二部因2019冠状病毒病疫情而延期上映的作品。（第一部為《大雄的新恐龍》；《STAND BY ME 哆啦A夢 2》雖有延期，但實際不計算在2D系列中。）
- 在2021年7月17日日本官方宣佈改上映檔期為2022年後，本作成為系列自1980年起第二次中斷年度上映慣例的作品。
- 在2021年11月9日日本官方宣佈定檔於2022年3月4日，本作成為系列繼《大雄的月球探測記》之後再度回歸春季上映慣例的作品。
- 本作是《多啦A夢》電影作品史上第一部提供杜比全景聲混音版本放映的作品[4]，日本共有11間電影院提供此版本放映，並且與2D普通版制式同日上映。
- 香港《啦A夢》公映版本電影當中，本作為2001年以來首次全數採用非現役無綫電視粵語配音組之常任配音員為主角聲演。[5]
- 本作是洲立影片發行《多啦A夢》2D電影系列以來，首次將「多啦A夢」標記的眼睛樣式依照日本水田版電影系列設計。[6]

## 剧情概要
暑假某日，大雄意外拾到一枝小火箭，裡面竟然載著手掌般大的外星人巴比！原來巴比是位於銀河系遙遠小行星「畢利卡星」的總統，為了逃離叛軍的魔爪而來到地球。為更了解巴比和比利嘉星的一切，多啦A夢和大雄等人使用法寶「縮小電筒」缩小自己，很快與巴比成為好友。但是，叛軍PCIA的鯨魚型宇宙戰艦不久後追趕到地球，還攻擊大雄他們，打算捉回巴比。深具責任感的巴比不想連累大家，於是鼓起勇氣獨自一人對抗叛軍……為了守護最重要的朋友，和他深愛的故鄉，多啦A夢他們決定向畢利卡星出發，展开一场大规模的宇宙小战争！

## 故事舞台
- 比利嘉星[註 2][註 3]
  - 一個有著行星环的星球，上面的外星人體型非常小。
- 比利堡[註 4][註 5]
  - 比利嘉星的首都。

## 配音員

### 預告片旁白
- 台灣：陳美貞（多啦A夢）
- 香港：楊婉潼（多啦A夢）

### 角色（台灣譯名）
| 角色         | 配音員     | 配音員   | 配音員   | 配音員   |
| 角色         | 日本       | 臺灣     | 香港     | 中国大陆 |
| 原著角色     | 原著角色   | 原著角色 | 原著角色 | 原著角色 |
| ------------ | ---------- | -------- | -------- | -------- |
| 哆啦A夢      | 水田山葵   | 陳美貞   | 楊婉潼   | 山新     |
| 大雄         | 大原惠     | 楊凱凱   | 曾慶珏   | 常蓉珊   |
| 靜香         | 嘉數由美   | 許淑嬪   | 何凱怡   | 佟心竹   |
| 胖虎         | 木村昴     | 于正昌   | 簡懷甄   | 郝祥海   |
| 小夫         | 關智一     | 劉傑     | 黃鳳英   | 皇貞季   |
| 野比玉子     | 三石琴乃   | 許淑嬪   | 陳安瑩   | 楊希     |
| 靜香媽媽     | 折笠愛     | 陳美貞   | 王綺婷   | 閆夜橋   |
| 出木杉英才   | 萩野志保子 | 許淑嬪   | 姜嘉蕾   | 葉知秋   |
| 野貓小黑     | 花藤蓮     | 汪世瑋   | 王綺婷   | 閻麼麼   |
| 自由同盟     |            |          |          |          |
| 巴比         | 朴璐美     | 錢欣郁   | 王慧珠   | 閻麼麼   |
| 露可露可     | 梶裕貴     | 馮嘉德   | 高瀚章   | 李蘭陵   |
| 比娜         | 松岡茉優   | 汪世瑋   | 石梓晴   | 沈念如   |
| 健卜         | 玄田哲章   | 李世揚   |          | 湯水雨   |
| 地下組織首領 | 內海崇     | 張立昂   | 鄧燦陽   | 劉明月   |
| 戰鬥機機師   | 駒場孝     | 張立昂   | 陳啟熾   | 李輕揚   |
| PCIA         |            |          |          |          |
| 吉魯摩爾     | 香川照之   | 林谷珍   | 馮瀚輝   | 圖特哈蒙 |
| 杜拉可魯魯   | 諏訪部順一 | 李世揚   | 郭湛深   | 寶木中陽 |
| 副官         | 武田幸史   | 林谷珍   | 何家裕   | 林帽帽   |

- 香港配音版本之其他配音員
  - 其他配音人員：蕭徽勇、周倚天
- 中國大陸配音版本之製作人員
  - 配音導演：藤新
  - 演員統籌：王晗嘉寶
  - 錄音師：趙朋飛
  - 其他配音人員：瞳音、楊昕燃、鄧宥希、柳真顏、喬木心、言靈、王扶瑤、姜英俊、黑特、張幽舞、莫宇微、祁柒

## 角色介紹
- 巴比[註 6][註 12]

劇場版主要角色，畢利卡星大總統。
- 比娜

巴比的姐姐兼，新版原創角色，在畢利卡星政變時掩護弟弟逃走，自己則被抓。
- 樂高[註 7][註 13]

會說話的狗，巴比的愛犬。
- 金寶[註 8][註 14]

自由同盟，也是同盟司令及小行星帶基地負責人。原本是比利嘉星的警務署長，後來站出來反抗基路摩亞，秘密召集同道中人成立了自由同盟。
- 地下組織首領

為了守護畢利卡星總統巴比免於被追殺而成立地下組織的領導人。
- 戰鬥機機師

同樣為了守護總統巴比而挺身而出，協助哆啦A夢他們免於被攻擊的太空飛行員。
- 基路摩亞將軍[註 10][註 15]

本片大反派，統治畢利卡星的獨裁者。猜疑心極重，意圖在抓獲巴比後加冕為王。
- 杜拉格魯指揮官[註 11][註 16]

基爾摩亞將軍設立的情报机构「PCIA」的指揮官，雖陰險狠毒但相當信任部下。與舊版故事相同，一再識破哆啦A夢一行人使用道具展開的行動並設下陷阱，但也有當狀況惡化，屬下紛紛向他請求指示而大喊「你們就不能自己判斷嗎？」的辛勞中間管理者的一面。在最後戰敗北後並未如舊版般想自己逃跑被擒，而是主動向大雄等人投降以求保全部下。在電影劇本改編小說中有著「不信任他人的人是得不到他人信任的」這般與吉魯摩爾迴異的信條。
- 副官

基爾摩亞將軍設立的情报机构「PCIA」的副官，與冷靜的上司不同有著激昂個性，對杜拉格魯忠心耿耿，新版原創角色。

## 新版與舊作差異

### 世界觀設定
- 比娜和副官是新作原創角色，除了比娜外還大幅度增加畢利卡星人民及整個城鎮的曝光率。
- 在漫畫原著及舊版動畫電影中，畢利卡星人的手並沒有手指與手掌（手的末端被畫作尖銳的模樣），本片中則改為等同於連指手套的兩指造型。
此外，畢利卡星人在本作中長出了頭髮，是原著不存在的原創設定。
- 舊版巴比除寵物外沒確切設定有家人；新版除新增姊姊外還出現父母照片。
- 舊版設定於上學日；新版是暑假。
- 新版中小夫的戰車造型科幻化、增加變形系統、行車螢幕和飛彈裝置。

### 劇情改動
- 舊版政變經過較簡潔只以遠景表達；新版較詳細並新增是比娜強行將巴比塞進火箭。
- 電影拍攝中舊版小杉是後來被挖角；新版是剛開始就在。
- 大雄被逐出電影拍攝在舊版因打噴嚏間接導致胖虎跌落毀壞場景；新版改成撿到巴比火箭後將此物提議加進拍攝。但時機不對遭到PCIA的干擾。
- 舊版哆啦A夢聯合靜香另外參與開拍電影於該版取消，另外只限於漫畫原著才有大雄一家與巴比一起吃晚飯的時光。
- 舊版中哆啦A夢以為被老鼠偷吃了銅鑼燒，巴比從櫃中出來解釋；新版中他喊大雄停止搖晃火箭後出來。
- 舊版中胖虎和小夫氣沖沖跑來找大雄算帳，以為說敵人戰艦是哆啦A夢唆使；新版是大雄失約沒有來拍攝電影。
- 杜拉可魯魯的戰艦在地球受損的原因，舊版是攻擊電影片場時被胖虎扔出的大石頭擊中，新版則是追擊眾人的迷你車時與街上的貨車發生衝撞，並追加了空調系統因此受損，船內人員在後續追捕巴比時因此滿頭大汗的橋段。
- 舊版中，杜拉可魯魯成功地利用靜香作人質迫使巴比投降回到畢利卡星，新版則因為眾人的活躍拯救戰略而未能得逞，並改成後來巴比決定獨攬重任前去尋找反派當俘虜；多啦A夢一行前往畢利卡星的目的也從舊版的救出巴比改為了阻止比娜被處決與奪回縮小燈。
- 舊版中巴比回到星球後被拘捕加以審判，新版則是自行投降被安排祝賀吉魯摩爾登基為皇帝的演說、然而他趁機會鼓勵大衆揭竿起義。
- 舊版中哆啦A夢一行人偽裝成流星降落畢利卡星時並沒有發射炮彈模仿墜落時所造成的衝擊，以致被敵人即時發現。新版哆啦A夢發射炮彈偽裝成流星墮落時的衝擊，然而仍被敵人的數據所分析出而發現。
- 舊版中大雄三人前往地下基地時本來使用「隱形噴漆」，失效之後改用「飛跑液」。新版中僅使用「隱形噴漆」。
- 舊版中大雄三人與反抗組織被抓住，新版中比娜三人與反抗組織被抓住，而大雄沒有與反抗組織被抓住，因爲他趁大家爲他爭取時間用「石頭帽」來逃走。
- 舊版中PCIA成員發現藏在山邊的戰車隨後分析得出戰車的弱點，期後靜香兩人的戰車被PCIA先後擊中天線落海。新版中靜香兩人的戰車直接被PCIA使用「電磁脈衝導彈」（小夫把它擊毀後發動）干擾遙控操縱後落海。
- 舊版中變大中的靜香從落海後的戰車中出來，新版和原著裡變大中的靜香從落海後的戰車中破「車」而出。
- PCIA要處決巴比跟哆啦A夢等人的地點，舊版是在地面，新版是在某大樓頂樓。
- 舊版中大雄三人在自由同盟基地先後變大，新版中巴比和大雄從被遭到攻擊的自由同盟基地掉下後才變大了。
- 舊版中變大後的哆啦A夢一行人對抗PCIA途中，反抗組織的戰機有來支援；新版是作戰解決後才趕過來。
- 舊版杜拉可魯魯在戰艦墜海後想乘小艇逃跑時被胖虎抓住，新版則是主動投降並請對方保障屬下的性命安全。（胖虎沒有脫上衣遮住戰艦前頭）
- 無論在舊版和新版的吉魯摩爾都是被抗議的民衆嚇到投降，而新版更大幅增加民眾抗議的場景。但未有重現原著的下場：被民衆追著暴打。
（新版中抗議民眾是在巴比和大雄等人準備處決時才發動抗議）
- 結局是全國慶祝巴比復位，而大雄一行人回到地球後亦利用是此經歷拍成電影，被出木杉評價不可思議。

## 沿革
2020年11月16日，公開《大雄的宇宙小戰爭 2021》消息和釋出首支預告片，並預定在2021年3月5日上映。
2021年1月29日，由於受2019冠狀病毒病疫情影響，官方宣佈電影延期上映。
2021年7月17日，官方宣佈電影延期至2022年春上映。
2021年11月9日，官方宣佈新的上映日期為2022年3月4日。

## 製作人員

### 日本
- 原著：藤子·F·不二雄《哆啦A夢》
- 導演：山口晉
- 劇本：佐藤大
- 人物設計：丸山宏一
- 機械設計：石垣純哉
- 音樂：服部隆之

### 台灣
- 翻譯：左鈴鐺[13]

## 音樂
- 電影配樂：「電影哆啦A夢 大雄的宇宙小戰爭 2021 原聲帶」
  - 音樂：服部隆之

- 本作片頭曲無人聲演唱，為純音樂演奏。

| 類別   | 歌曲                 | 作詞     | 作曲             | 编曲             | 演唱             |
| ------ | -------------------- | -------- | ---------------- | ---------------- | ---------------- |
| 主題曲 | 〈Universe〉         | 藤原聪   | 藤原聪           | Official髭男dism | Official髭男dism |
| 插曲   | 〈打從心底感謝（）〉 | 松井五郎 | 菅原進・菅原知子 | 森正明           | Billy BanBan     |

## 回响

### 相关事件
由於這部電影在2022年俄罗斯入侵乌克兰爆發後上映，影評人將電影的故事與事件進行了比較。 其中，一位影評人指出，片中巴比佩戴的吊墜與烏克蘭國旗顏色相同。

### 票房
| 上一届： 《劇場版 咒術迴戰 0》 | 2022年日本週末票房冠軍 第10-11週 | 下一届： 《歡樂好聲音2》 |

## 備註
1. ↑  虽经日本片商由上海华桦文化传媒有限公司签约引进，但根据中国大陆的外国电影进口政策，此片中影集团发行，上海华桦文化传媒有限公司则协助推广。
2. 1 2  香港公映版沿用TVB及歷紹行版本電影譯名；台灣版沿用台灣青文原著漫畫譯名
3. ↑  香港舊版譯名：「比力嘉星」文化傳信／「比利嘉星」TVB、歷紹行／「比利斯加星球」海豹叢書／「皮力卡星」香港青文
4. ↑  香港公映版沿用歷紹行版本電影譯名；台灣版沿用台灣青文原著漫畫譯名
5. ↑  香港舊版譯名：「比利普利斯」文化傳信／未提及，僅稱「首都」TVB／「比利堡」歷紹行／「北利邦」海豹叢書
6. 1 2  香港公映版沿用文化傳信原著漫畫及TVB版本電影譯名「巴比」；台灣版沿用台灣青文原著漫畫譯名
7. 1 2  香港公映版沿用文化傳信及海豹叢書原著漫畫譯名「樂高」；台灣版沿用台灣青文原著漫畫譯名
8. 1 2  香港公映版沿用歷紹行版本電影譯名「金寶」；台灣版沿用青文原著漫畫譯名
9. 1 2  香港公映版沿用文化傳信、海豹叢書原著漫畫及香港青文彩色漫畫譯名「PCIA」；台灣版沿用台灣青文原著漫畫譯名
10. 1 2  香港公映版沿用文化傳信原著漫畫譯名；台灣版沿用台灣青文原著漫畫譯名
11. 1 2  香港公映版沿用文化傳信原著漫畫譯名；台灣版沿用台灣青文原著漫畫譯名
12. ↑  香港舊版譯名：「巴比」文化傳信、TVB／「班比」歷紹行／「波比」海豹叢書／「帕比」香港青文
13. ↑  香港舊版譯名：「樂高」文化傳信、海豹叢書／「樂古」TVB／「多多」歷紹行／「胖胖」香港青文
14. ↑  香港舊版譯名：「簡布」文化傳信／「艾普」TVB／「金寶」歷紹行／「基文」海豹叢書／「肯布」香港青文
15. ↑  香港舊版譯名：「基路摩亞」文化傳信／「奇雷娒」TVB／「基魯摩亞」歷紹行／「奇路」海豹叢書／「吉爾莫」香港青文
16. ↑  香港舊版譯名：「杜拉格魯」文化傳信／「杜拉格」TVB／「杜拉哥魯」歷紹行／「杜拉勞」海豹叢書／「多拉克爾爾」香港青文
17. ↑  香港舊版譯名：「PCIA」文化傳信、海豹叢書、香港青文／「比西亞」TVB／「鐵手部」/「鐵搜捕」歷紹行

## 外部連結
- 官方网站（日語）
- 豆瓣电影上《大雄的宇宙小戰爭 2021》的資料 （简体中文）
- 互联网电影数据库（IMDb）上《大雄的宇宙小戰爭 2021》的资料（英文）
- 大雄的宇宙小戰爭 2021（movie）在動畫新聞網百科全書中的資料（英文）